# Damiat
Damiat là một đô thị thuộc tỉnh Médéa, Algérie. Dân số thời điểm năm 2002 là 3.31 người.